# Nisia Antipsara Kai Nisides Daskalio, Mastrogiorgi, Prasonisi, Kato Nisi, Mesiako, Koytsoylia Kai Thalassia Zoni
Nisia Antipsara Kai Nisides Daskalio, Mastrogiorgi, Prasonisi, Kato Nisi, Mesiako, Koytsoylia Kai Thalassia Zoni este o arie protejată (arie de protecție specială avifaunistică — SPA) din Grecia întinsă pe o suprafață de 10.683,09 ha, integral pe uscat.

## Localizare
Centrul sitului Nisia Antipsara Kai Nisides Daskalio, Mastrogiorgi, Prasonisi, Kato Nisi, Mesiako, Koytsoylia Kai Thalassia Zoni este situat la coordonatele 38°32′38″N 25°30′35″E / 38.543937°N 25.509588°E.

## Înființare
Situl Nisia Antipsara Kai Nisides Daskalio, Mastrogiorgi, Prasonisi, Kato Nisi, Mesiako, Koytsoylia Kai Thalassia Zoni a fost declarat arie de protecție specială avifaunistică în octombrie 2001 pentru a proteja 46 de specii de animale.

## Biodiversitate
Situată în ecoregiunile marină mediteraneană și mediteraneană, aria protejată nu include niciun habitat protejat.
La baza desemnării sitului se află mai multe specii protejate de  păsări (46): fluierar de munte (Actitis hypoleucos), ciocârlie-de-câmp (Alauda arvensis), pescăruș albastru (Alcedo atthis), rață sulițar (Anas acuta), rață pitică (Anas crecca), rață mare (Anas platyrhynchos), fâsă-de-câmp (Anthus campestris), lăstunul mare (Apus apus), stârc cenușiu (Ardea cinerea), pietruș (Arenaria interpres), șorecarul comun (Buteo buteo), ciocârlie-cu-degete-scurte (Calandrella brachydactyla), fugaci roșcat (Calidris ferruginea), fugaci mic (Calidris minuta), bătăuș (Calidris pugnax), caprimulg (Caprimulgus europaeus), erete vânăt (Circus cyaneus), prepeliță (Coturnix coturnix), lăstun de casă (Delichon urbicum), egretă mică (Egretta garzetta), Emberiza caesia, Falco eleonorae, șoim călător (Falco peregrinus), vânturel de seară (Falco vespertinus), muscar (Ficedula parva), piciorong (Himantopus himantopus), rândunică (Hirundo rustica), stârc pitic (Ixobrychus minutus), sfrâncioc roșiatic (Lanius collurio), sfrânciocul cu frunte neagră (Lanius minor), ciocârlie de pădure (Lullula arborea), rață fluierătoare (Mareca penelope), prigoare (Merops apiaster), codobatura galbenă (Motacilla flava), stârc de noapte (Nycticorax nycticorax), grangur (Oriolus oriolus), vrabie negricioasă (Passer hispaniolensis), viespar (Pernis apivorus), Phalacrocorax aristotelis desmarestii, corcodel mare (Podiceps cristatus), corcodel-cu-gât-negru (Podiceps nigricollis), lăstun de mal (Riparia riparia), turturică (Streptopelia turtur), Tachymarptis melba, fluierar de mlaștină (Tringa glareola), fluierar cu picioare verzi (Tringa nebularia)